# 罗密欧与朱丽叶幻想序曲
《罗密欧与朱丽叶幻想序曲》（Romeo and Juliet, TH 42, ČW 39）是俄罗斯作曲家柴可夫斯基所創作的一部管弦乐作品，以莎士比亚同名戏剧为题材，创作于1869年末到1880年。这部作品是柴科夫斯基早期的代表作品之一（当时作者只有29岁），也是他流传最广泛的作品之一。

## 背景
俄罗斯作曲家，强力集团的领头人物巴拉基列夫早在1869年夏季就建议并不断鞭策柴可夫斯基以莎士比亚剧作《罗密欧与朱丽叶》进行创作。在1869年10月6日的一封信里面，巴拉基列夫说了自己的意见并提出对该主题的处理方案，给出了开头的四小节。在柴可夫斯基创作的过程中，巴拉基列夫对其音乐主题不断进行筛选，并推荐其开篇使用李斯特式歌唱性风格，又对调性提出改进意见。乐曲的第一稿在六周内完成，并于1870年三月首演，由尼古拉·鲁宾斯坦指挥。但到了该年夏季，柴可夫斯基就又拿出新的一稿，采用了巴拉基列夫的建议，使用了一个缓慢的合唱式的开头。该版在1872年圣彼得堡首演。
1878年，婚姻失败后的柴可夫斯基在其兄弟莫德斯特加中做客，他再一次转向这部悲剧作品，并且意识到将其改写为歌剧的可能。该年六月，他致信默德斯特说道：“我当然会为《罗密欧与朱丽叶》作曲。它将会是我最伟大的作品。真奇怪，为什么我早点不懂得为这部剧作作曲。”不过两年后，终稿毕竟并没有成为一部歌剧，取而代之的是一部幻想序曲。就是后来在1881年和1893年两次尝试，柴可夫斯基也没有成功。他已经为这对情侣用序曲的材料设计好了二重唱，但是该曲不曾被配器，而且最终被束之高阁，有可能使柴可夫斯基意识到，这部歌剧要超越这首序曲有多难。

## 分析
柴科夫斯基的作品中鲜有像这首序曲那样，内容和形式结合得如此水乳交融。两个有世仇的家族之间的斗争和两家的这对情侣相互之间的柔情浪漫都是靠奏鸣曲式来展现的，而且两者形成强烈对比。斗争的主题被放在强烈挣扎的发展部。柴可夫斯基接受了巴拉基列夫的建议，在乐曲的开头使用缓慢悲怨的圣咏旋律，以单簧管和巴松管承担，象征了冷静的劳伦斯神父。弦乐随后也加入并伴有竖琴的拨奏，暗示着不详的预兆。然后是街头斗争的象征性主体，接着进入有名的爱情场景，主角是英国管和中提琴，柔和动人。这个主题后面会再一次重复，不过定音鼓的敲奏意味着心脏搏动渐缓，冰冷而没生气。到了最后，崇高庄严的结尾代表着情人的死悲痛地化解了两家的仇恨。

### 配器
依照工具書《管弦樂作品手冊》指示，此曲之配器（1880年版）可簡記為"*3 *3 2 2—4 2 3 1—tmp+2—hp—str"。

## 各版本錄音
1. 卡拉扬指挥柏林爱乐乐团于的80年代版本，以“卡拉扬金版”的形式发行，DG
2. 伯恩斯坦指挥以色列爱乐乐团，DG
3. 辛诺波利指挥爱乐乐团，DG

## 外部連結
- 罗密欧与朱丽叶幻想序曲：国际乐谱典藏计划上的乐谱